# Marry Me! (film, 1949)
Pour les articles homonymes, voir Marry Me.
Pour plus de détails, voir Fiche technique et Distribution.
Marry Me! (autre titre : I Want to Get Married ; en français Épouse-moi ou Je veux me marier) est un film britannique réalisé par Terence Fisher, sorti en 1949.
Cette comédie est interprétée notamment par Derek Bond, Susan Shaw et David Tomlinson.

## Synopsis
Le film relate les histoires de plusieurs individus — maître d'hôtel, professeur, journaliste, etc. — se rencontrant grâce à une agence matrimoniale.

## Fiche technique
- Titre original : Marry Me!
- Réalisation : Terence Fisher
- Scénario : Lewis Gilbert, Denis Waldock
- Direction artistique : C. Wilfred Arnold
- Costumes : Dorothy Sinclair
- Photographie : Ray Elton (en)
- Son : B.C. Sewell
- Musique : Clifton Parker
- Montage : Gordon Pilkington
- Production : Betty Box
- Production associée : Peter Rogers
- Sociétés de production : Gainsborough Pictures
- Sociétés de distribution : General Film Distributors
- Budget de production : 117 900 livres[2]
- Pays d'origine :  Royaume-Uni
- Langue : anglais
- Format : Noir et blanc  — 35 mm — 1,37:1 — son mono
- Genre : comédie romantique
- Durée : 97 minutes
- Dates de sortie : 
  - Royaume-Uni : 7 juin 1949
  - États-Unis : 13 mars 1952

## Distribution
- David Tomlinson : David Haig
- Derek Bond : Andrew Scott
- Susan Shaw : Pat Cooper
- Patrick Holt : Martin Roberts
- Carol Marsh : Doris Pearson
- Zena Marshall : Marcelle Duclos
- Guy Middleton : Sir Gordon Blake
- Nora Swinburne : Enid Lawson
- Brenda Bruce : Brenda Delamere
- Jean Cadell : Hester Parsons
- Denis O'Dea : Saunders
- Alison Leggatt : Mlle Beamish
- Beatrice Varley : Mme Perrins
- George Merritt : le rédacteur en chef
- Albert Lieven : Louis Renier
- Mary Jerrold : Emily Parsons

## Box-office
La comédie est un échec commercial, réalisant une perte de 67 600 livres.